# Berry Park
Berry Park är en ort i Australien. Den ligger i kommunen Port Stephens Shire och delstaten New South Wales, i den sydöstra delen av landet, omkring 130 kilometer norr om delstatshuvudstaden Sydney. Orten hade 127 invånare år 2016.
Runt Berry Park är det ganska tätbefolkat, med 67 invånare per kvadratkilometer.. Närmaste större samhälle är Maitland, omkring 10 kilometer väster om Berry Park.
Trakten runt Berry Park består till största delen av jordbruksmark. Genomsnittlig årsnederbörd är 1 277 millimeter. Den regnigaste månaden är februari, med i genomsnitt 223 mm nederbörd, och den torraste är juli, med 46 mm nederbörd.